# 沉降
- 關於地面向下沉陷的过程，請見「地層下陷」。
- 關於大氣中的粒子聚集在地表中的過程，請見「沉降 (氣溶膠物理學)」。

沉降是指各種物質下沉積聚的過程，原因可以是地心吸力、離心力或電磁力。不同大小的東西都可以沉降，例如流水中的大石頭、塵土或花粉的懸浮液，至單個分子，例如蛋白質和肽的細胞懸浮液。沉降可以指:
- 沉澱：懸浮液的粒子下沉積聚的過程。
- 在地理學，沉降通常是沉積物的堆積作用，與侵蝕作用的相反，亦即沉積物遷移的最終結果，最後會形成沉積岩，過程包括躍移。
- 在其他化學及環境學領域等則用來描述小粒子和分子的運動。
- 在生物工業則是指將細胞分離自介質的過程。

## 另見
- 絮凝
- 沉降系數
- 沉降縫